# Martin Heinze (Ringer)
Martin Heinze (* 5. Januar 1939 in Belkau) ist ein ehemaliger deutscher Ringer.

## Werdegang
Martin Heinze begann als Jugendlicher in Leuna bei Halle mit dem Ringen. Er erlernte in Leuna den Beruf eines Elektroschweißers und war Angehöriger des SC Chemie Halle-Leuna, später des SC Chemie Halle. Heinze konzentrierte sich auf den freien Stil und konnte sich als Jugendlicher bei den DDR-Meisterschaften noch nicht im Vorderfeld platzieren. Er machte aber dann schon 1958 mit einem 3. Platz im Weltergewicht bei der DDR-Meisterschaft auf sich aufmerksam. 1959 wurde er DDR-Vizemeister und 1960 erstmals DDR-Meister im Weltergewicht. Zwischen 1960 und 1968 errang Heinze sechs DDR-Meistertitel im Weltergewicht. 1960 gelang es ihm, sich in der gesamtdeutschen Olympiaausscheidung für die Olympischen Spiele in Rom durchzusetzen. Bei den Spielen selbst hatte er ein sehr schweres Los gezogen. Er rang aber immerhin gegen den sowjetischen Vertreter Wachtang Balawadse unentschieden, verlor aber gegen İsmail Ogan aus der Türkei und Yutaka Kaneko aus Japan und kam auf den 9. Platz.
Zwischen 1960 und 1964 wurde er bei keinen internationalen Meisterschaften eingesetzt. 1964 gelang es ihm aber wieder, sich für die Olympischen Spiele in Tokio durch einen Sieg und ein Unentschieden gegen den bundesdeutschen Vertreter Peter Nettekoven aus Bonn-Duisdorf zu qualifizieren. In Tokio lief es ähnlich wie in Rom. Martin kam mit einem Sieg und zwei Niederlagen dieses Mal auf den 11. Platz.
In den Jahren 1967 und 1968 erreichte Martin Heinze bei den Europameisterschaften in Istanbul bzw. Skoplje jeweils einen guten 5. Platz. Schließlich wurde er 1968 von der DDR-Verbandsführung zum dritten Mal zu Olympischen Spielen entsandt. In Mexiko-Stadt war ja die DDR zum ersten Mal mit einer eigenen Mannschaft vertreten. Auch in Mexiko-Stadt gelang es Heinze aber nicht, sich ganz vorne zu platzieren. Er kam mit zwei Siegen und zwei Niederlagen wieder auf den 9. Platz.
Nach 1968 beendete Martin Heinze seine internationale Laufbahn als aktiver Ringer.

## Internationale Erfolge
(OS = Olympische Spiele, EM = Europameisterschaft, alle Wettbewerbe im freien Stil, Weltergewicht, bis 1961 bis 73 kg, ab 1962 bis 78 kg Körpergewicht)
| Jahr | Platz | Wettbewerb                               | Gewichtsklasse | |
| 1960 | 9.    | OS in Rom                                | Welter         | mit einem Unentschieden gegen Wachtang Balawadse, UdSSR, und Niederlagen gegen İsmail Ogan, Türkei und Yutaka Kaneko, Japan          |
| 1963 | 1.    | "Werner-Seelenbinder"-Turnier in Leipzig | Welter         | vor Jürgen Wiechmann, DDR und Bengt Fridh, Schweden                                                                                  |
| 1964 | 11.   | OS in Tokio                              | Welter         | mit einem Sieg über Stefan Tampa, Rumänien und Niederlagen gegen Mohammad-Ali Sanatkaran, Iran und Yasuo Watanabe, Japan             |
| 1967 | 5.    | EM in Istanbul                           | Welter         | mit Siegen über Jimmy Martinetti, Schweiz und Otto Alt, BRD und Niederlagen gegen Mahmut Atalay, Türkei und Károly Bajkó, Ungarn     |
| 1968 | 5.    | EM in Skoplje                            | Welter         | mit Siegen über Marek Grob, Polen, Aliew, Bulgarien und Jimmy Martinetti, Schweiz und einer Niederlage gegen Guliko Sagaradse, UdSSR |
| 1968 | 9.    | OS in Mexiko-Stadt                       | Welter         | mit Siegen über Kayum Ayub, Afghanistan und Carlos Ramos, Mexiko und Niederlagen gegen Károly Bajkó und Ali-Mohamed Momeini, Iran    |

## Gesamtdeutsche Olympia-Qualifikationsturniere
| Jahr | Platz | Stil | Gewichtsklasse |                                                                                     |
| 1960 | 1.    | F    | Welter         | vor Werner Rosowski, Halle, Eberhard Wahl, Schorndorf und Werner Bodamer, Kirchheim |
| 1964 | 1.    | F    | Welter         | vor Peter Nettekoven, Bonn-Duisdorf                                                 |

Anm.: F = freier Stil

## DDR-Meisterschaften
| Jahr | Platz | Stil | Gewichtsklasse |                                                                                    |
| 1958 | 3.    | F    | Welter         | hinter Rolf Rook, SC Chemie Halle-Leuna und Werner Rosowski, SC Chemie Halle-Leuna |
| 1959 | 2.    | F    | Welter         | hinter Rolf Rook und vor Metro, BSG Empor Nauen                                    |
| 1960 | 1.    | F    | Welter         | vor Werner Rosowski und Wende, BSG Wismut Aue                                      |
| 1961 | 1.    | F    | Welter         | vor Heinz Weinhold, ASK Vorwärts Rostock und Pohl, SG Dynamo Demmin                |
| 1963 | 3.    | F    | Welter         | hinter Jürgen Wiechmann, SC Leipzig und Alfred Tischendorf, SC Motor Zella-Mehlis  |
| 1965 | 1.    | F    | Welter         | vor Jürgen Wiechmann und Klaus Kasel, ASK Vorwärts Rostock                         |
| 1966 | 1.    | F    | Welter         | vor Jürgen Wiechmann und Klaus Kasel                                               |
| 1967 | 1.    | F    | Welter         | vor Jürgen Wiechmann und Horst Stottmeister, SC Leipzig                            |
| 1968 | 1.    | F    | Welter         | vor Wolfgang Nitschke (Ringer), SC Leipzig und Klaus Gierke, SG Dynamo Luckenwalde |